# Fate of Nations
Fate of Nations (англ. «Доля націй») — 6-й сольний альбом колишнього вокаліста британського рок-гурту «Led Zeppelin» Роберта Планта. Альбом вийшов у 1993 році, 20 березня 2007 року вийшло покращене перевидання альбому. 

## Про альбом
У створенні «Fate of Nations» взяли участь безліч запрошених музикантів, серед яких були: гітарист гурту «Cutting Crew» Кевін Скотт МакМайкл, вокалістка гурту «Clannad» Мейрі Бреннан (пісня «Come into my Life») й інші. Пісню «I Believe» Плант присвятив своєму молодшому сину — Караку.
Ідею створення альбому Плант пояснював словами:
| Ліві лапки | «З самого початку цього проекту, приблизно в січні 1991 року, відразу ж після турне „Manic Nirvana“, я знав, що я збирався зробити: повернутися в моє минуле, слухаючи „Grape“, „Airplane“, Тіма Хардіна, „Quicksilver“, „Traffic“, й інших поворотних артистів року. Ці люди намагалися сказати слухачеві щось, поєднуючи різні традиції, з почуттям прагнення бути інсинуаційованими і розмовляючи на акустичні і електронні теми. Я також пишаюся тим, що я зробив лірично, намагаючись висловити яскраві розповіді, які приходять від сердечної традиції прози» | Праві лапки |

## Трекліст
1. «Calling to You» (Кріс Блеквелл, Роберт Плант) – 5:48
2. «Down to the Sea» (Чарлі Джонс, Плант) – 4:00
3. «Come Into My Life» (Блеквелл, Даг Бойл, Кевін МакМайкл, Плант) – 6:32
4. «I Believe» (Філ Джонстон, Плант) – 4:32
5. «29 Palms» (Блеквелл, Бойл, Джонстон, Джонс, Плант) – 4:51
6. «Memory Song (Hello Hello)» (Бойл, Джонстон, Джонс, Плант) – 5:22
7. «If I Were a Carpenter» (Тім Хардін) – 3:45
8. «Colours of a Shade» (Плант, Джонстон, Блеквелл, Мартін Олкок) - 4:43 (британське видання, також бонус-трек на деяких виданнях)
9. «Promised Land» (Джонстон, Плант) – 4:59
10. «The Greatest Gift» (Блеквелл, Джонстон, Джонс, МакМайкл, Плант) – 6:51
11. «Great Spirit» (Джонстон, МакМайкл, Плант) – 5:27
12. «Network News» (Блеквелл, Плант) – 6:40

Бонус-треки до ремастованого видання 2007 року
- «Colours of a Shade» – 4:45
- «Great Spirit» (акустичний мікс) – 3:54
- «Rollercoaster» (демо) – 4:01
- «8:05» – 1:49
- «Dark Moon» (акустика) – 4:57

## Музиканти
- Роберт Плант — вокал
- Кевін МакМайкл — гітара, бек-вокал
- Олівер Дж. Вудс — гітара
- Даг Бойл — гітара
- Чарлі Джонс — бас-гітара
- Кріс Х'юз — барабани
- Пет Томпсон — барабани
- Найджел Кеннеді — віолін
- Річард Томпсон — гітара
- Френсіс Даннері — гітара
- Філ Джонстон — гармоніка, орган, електропіаніно
- Найджел Ітон — колісна ліра
- Мейрі Бреннан — бек-вокал
- Майкл Лі — барабани
- Мартін Олкок — всі інструменти, крім барабанів і вокалу у пісні «Colours of a Shade»